# 5-й механизированный корпус (1-го формирования)
5-й механизированный корпус (5 мк) — общевойсковое оперативно-тактическое соединение (механизированный корпус) РККА ВС Союза ССР до и во время Великой Отечественной войны.
5-й механизированный корпус был сформирован в Забайкальском военном округе в июне — октябре 1940 года в составе управления, 13-й и 17-й танковых, 109-й моторизованной дивизий и 8-го мотоциклетного полка.

## История формирования
1 июля 1940 года началось сформирование 5-го механизированного корпуса. Управление корпуса и корпусные части 17 тд формировались на разъезде № 77 Читинской области, 13 тд — на разъезде № 76 Читинской области. 109-я моторизованная дивизия ранее входила в состав 12 ск. Она вошла в состав корпуса с прежней дислокацией — Харанор.
В составе действующей армии:
- с 30.06.1941 по 24.08.1941[2].

### Дислокация
- район Борзя (юго-восточнее Читы)

25 мая 1941 года на основании приказа Генерального штаба 16-я армия передислоцировалась на запад Союза (УССР). Первыми были погружены в железнодорожные воинские поезда части 5 мк. На платформах танки обшивались деревянными щитами, часовые маскировались, экипажи танков ехали в закрытых вагонах-теплушках.
1 июня 1941 года части и подразделения дивизий корпуса были в железнодорожных поездах на пути в западную часть СССР.
12 июня 1941 год Наркомом обороны СССР и начальником Генерального штаба была издана директива командующему войсками Киевского ОВО № 504 206 о перевозках 5-го мехкорпуса. Для прибывающих частей 5 мк назначены станции разгрузки, они же и места дислокации: управление корпуса, 13 тд, 109 мд — ст. Бердичев; 17 тд — ст. Изяславль; 57 отд — ст. Проскуров (дислокация Проскуров и Меджибож).
Управление корпуса дислоцировалось:
- разъезд № 77 (Читинская область РСФСР), ЗабВО (1.07.1940 — 25.05.1941);
- район ст. Бердичев (УССР), КиевОВО (18.06 — 26.06.1941).

## Боевой путь корпуса
|                                  | КВ-1 | Т-34 | БТ-7 | БТ-5 | Т-26 | ХТ | Т-26 тягач | Т-27 | Всего танков | БА-10 | БА-6 | БА-3 | БАИ | БА-20 | Всего БА |
| Управление (255-й обс и 8-й мцп) |      |      | 7    |      |      |    |            |      | 7            | 29    |      |      |     |       | 29       |
| 13-я танковая дивизия            | 7*   | 10*  | 238  |      | 112  | 26 | 8          | 10   | 411          | 44    | 10   | 7    | 22  | 10    | 93       |
| 17-я танковая дивизия            | 6**  | 10** | 255  | 4    | 112  | 31 | 7          | 7    | 432          | 27    | 27   |      |     | 28    | 55       |
| 109-я моторизованная дивизия     |      |      | 13   | 100  |      |    |            |      | 113          |       |      |      |     | 11    | 11       |
| Всего                            | 13   | 20   | 513  | 104  | 224  | 57 | 15         | 17   | 963          | 110   | 110  | 7    | 22  | 49    | 188      |

*Танковый батальон 2-го Саратовского бронетанкового училища, прибывший 1 июля 1941 года. Все КВ-1 имели пушки Л-11. Т-34 имели орудия Ф-34.
**Танковый батальон Ульяновского бронетанкового училища, прибывший 1 июля 1941 года. Все КВ-1 имели пушки Ф-32, из них 3 были отправлены с Казанских курсов усовершенствования комсостава. Т-34 имели орудия Ф-34.

## Командиры корпуса
- Терёхин, Макар Фомич, генерал-лейтенант танковых войск.
- Алексеенко, Илья Прокофьевич, генерал-майор танковых войск, март 1941 года

## Герои корпуса
- Фролов, Иван Николаевич, красноармеец, стрелок 8-го мотоциклетного полка
- Щипун, Иван Валентинович, старший политрук, политрук роты управления 8-го мотоциклетного полка.